# Douleur psychogène
Ne doit pas être confondu avec Souffrance psychologique.
 Mise en garde médicale
L'expression « douleur psychogène », ou « psychalgie » désigne une douleur qui serait uniquement ou principalement causée par des facteurs psychologiques, émotionnels et comportementaux,,.

## Aspects historiques
On trouve dans certaines classifications médicales des descriptions de maladies basées sur le concept de douleur psychogène, comme le « Syndrome douloureux somatoforme persistant ». 
Certains auteurs d'inspiration psychanalytique estiment que la douleur chronique psychogène existe et serait le résultat d'un mécanisme de défense permettant d'intérioriser les émotions déplaisantes telles que la colère .
Des maux de tête, douleurs d'estomac ou des douleurs dorsales sont les douleurs les plus communément considérées comme pouvant être psychogènes.

### Controverses
Le concept de douleur psychogène est source de controverses dans diverses spécialités médicales. 
Ces controverses portent notamment sur la façon dont la douleur psychogène pourrait être identifiée, sur sa prévalence et sur la réalité même du phénomène,. Les détracteurs soulignent l'absence d'observations empiriques prouvant que des troubles psychiques suffiraient à causer de la douleur, et rappellent qu'aucun mécanisme physiologique permettant l’apparition d'une telle douleur n'a été spécifié.

## Traitements
Les traitements préconisés sont la psychothérapie, la massothérapie, les antidépresseurs, les analgésiques, et autres remèdes utilisés contre la douleur chronique en général. Un effet placebo est efficace chez certains patients (voir ci-dessous), mais il existe aussi parfois un effet nocebo (le traitement ou traitement supposé pouvant aggraver les symptômes ; ainsi, en contexte expérimental, la prière pour la guérison d'un malade, aggrave chez certains le risque de complications médicales s'ils sont informés que des prières étaient dites en leur faveur. .

## Génétique
Une prédisposition génétique (associée à un doublement ou triplement de la production de dopamine dans le cortex préfrontal 
Le gène en cause est le gène COMT (catéchol-O-méthyltransférase). La partie dorsale du corps strié semble également impliquée) semble jouer un rôle dans la vulnérabilité à la douleur ou plus exactement dans la sensibilité individuelle à l'« effet placebo ». Un gène muté contrôle le système dopaminergique du cerveau, lequel est en cause dans l'anticipation de la douleur et de la confiance en la guérison. De même pour la production par le cerveau lui-même de certains opiacés naturels (les endorphines) jouant un rôle de neurotransmetteur.